# SV Eintracht Trier 05
L'SV Eintracht Trier 05 és un club de futbol alemany de la ciutat de Trèveris, a l'estat de Renània-Palatinat. Es va fundar l'11 de març de 1905 com a Trier Fußball Club 05 (que el 1911 va canviar el nom per Sport-Verein 05 Trier i el 1930, amb la fusió d'aquest amb el Fußballverein Kürenz i el Polizei SV Trier, formaren el SV Westmark 05 Trier). L'11 de març de 1948 va prendre el nom actual amb la fusió del Westmark 05 Trier i l'Eintracht Trier 06 en commemoració del 43è aniversari de la fundació del Trier Fußball Club 05. L'escut de l'equip hi mostra la senya d'identitat principal de Trèveris, la Porta Nigra.